# Zlatníky-Hodkovice
Zlatníky-Hodkovice là một làng thuộc huyện Praha-západ, vùng Středočeský, Cộng hòa Séc.